# Xanthephialtes
Xanthephialtes är ett släkte av steklar. Xanthephialtes ingår i familjen brokparasitsteklar.
Kladogram enligt Catalogue of Life:
| Xanthephialtes | \| \| Xanthephialtes oculatus \| \| \| \| \| \| Xanthephialtes schoutedeni \| \| \| \| |
|                | \| \| Xanthephialtes oculatus \| \| \| \| \| \| Xanthephialtes schoutedeni \| \| \| \| |
|                | Xanthephialtes oculatus                                                                |
|                |                                                                                        |
|                | Xanthephialtes schoutedeni                                                             |
|                |                                                                                        |